# Sistema de canvi local
Un sistema de canvi local (en anglès: Local Exchange Trading System (LETS)) és un sistema monetari que no utilitza una moneda de curs legal, sinó que es fonamenta en una xarxa creada sense ànim de lucre, en la qual les persones registrades intercanvien béns i serveis que són retribuïts en crèdits.
Un sistema de canvi local utilitza com a forma de pagament el crèdit, sense interessos, de manera que l'intercanvi no es veu restringit per les limitacions del troc. A tall d'exemple, un partícip d'aquest sistema econòmic realitza una activitat de cangur, feina que és retribuïda, no amb moneda, sinó amb un crèdit; un cop disposa d'aquest crèdit, el pot gastar comprant els serveis de fusteria d'un altre partícip del sistema, a qui pagarà no en moneda, sinó amb el crèdit de què disposa. El crèdit doncs, actua com a moneda. Totes les transaccions econòmiques queden recollides en una localització central per Internet oberta als partícips del sistema, de manera que no és necessari el pagament directe. El LETS és un sistema monetari té la consideració de mutualista per ser-ne el beneficiaris de la xarxa els mateixos partícips de la xarxa.
El municipi de Silla, va posar en marxa el 2018 el sistema de canvi local el Gallet.

## Criteris
Es considera que perquè un sistema tingui la consideració de LETS ha de seguir els següents principis: 
- Cost del servei: des de la comunitat, per a la comunitat.
- Consentiment: no hi ha obligació de comerciar.
- Transparència: la informació sobre el balanços personals està disponible per a tots els membres.
- Equivalència: hi ha d'haver equivalència amb moneda de curs legal.
- Interès: els crèdits no generen ni carreguen interès.

## Beneficis socials
Un sistema monetari LETS genera beneficis socials perquè incentiva els intercanvis comercials entre els membres de la comunitat local que han acordat implementar-lo.

## Costos econòmics
Un sistema monetari basat en una moneda de curs té l'avantatge que la moneda és un sistema d'intercanvi legalment reconegut i que compta amb el suport d'un banc central. Per contra, un sistema LETS només és reconegut com a sistema de pagament local, fet que limita les possibilitats de consum a aquells béns i serveis que ofereixen els membres que en formen part.

## Recursos de programari
- Community Exchange System
- IntegralCES

## Exemples
En l'actualitat existeixen sistemes d'intercanvi local en molts països. El canvi de divises entre països es pot realitzar automàticament en plataformes compatibles, com el CES i l'IntegralCES.

### Àfrica
En 2003, el CES original es va fundar com a LETS basat en Internet en Ciutat del Cap, Sud-àfrica. En 2021 s'havia convertit en una xarxa mundial que abarca 105 països.

### Amèrica
En abril de 2021 es va celebrar la 1ª Conferència Virtual Iberoamericana de Monedes Socials i Complementàries en la que es van presentar unes 40 monedes socials de diversos països. Com a exemple en Ecuador està el Jurupi i en Xile, el Valpo.

### Europa
En Praga, s'usen els Pralets.
El Regne Unit compta amb unos 30 sistemes LETS afiliats a LETS Link UK
En la part flamenca de Bèlgica hi ha molts grups de LETS. Existeix una organització sense ànim de lucre que promou el LETS: Lets Vlaanderen vzw. Ajuden als grups locals a posar-se en marxa, organitzen events i comparteixen coneixements.
En Espanya, en 2013 es va concretar l'existència d'unes 70 monedes socials. Moltes de les que utilitzen el sistema de crèdit mutu s'autodenominen EcoXarxes o grups d'intercanvi local. D'aquestes, algunes que segueixen en actiu en 2021 estan coordinades en la Xarxa de Xarxes d'Intercanvi Valencianes (XXIV).

### Oceania
En 2011, Austràlia s'havia convertit en el país més actiu en el Sistema d'Intercanvi Comunitari, el que va dur a Tim Jenkin i Annette Loudon a crear el Sistema d'Intercanvi Comunitari Australià. Un dels grups d'intercanvi més actius és Adelaide LETS